# 猛鬼入侵黑社會
《猛鬼入侵黑社會》是1991年上映的一部香港恐怖鬼片，由柯星沛執導，南燕監製，洪金寶、　莉 、張耀揚、袁潔瑩主演。

## 劇情
黑幫大佬陳宇坤（洪金寶 飾）經營睇場，收債等工作。鍾定超（霍瑞華 飾）綽號陰陽超，是坤手下之一。超天生陰陽眼，經常可看見游魂野鬼。一天因超救了一名被鬼迷惑將要下墜樓的年輕女子May（袁潔瑩 飾），令女鬼小紅（于莉 飾）之兒子拉仔找不到替身而不能順利投胎。小紅因而找超報復。超救May後始知May身世可憐，亦是欠坤哥高利貸而被其下令捉拿的女子，坤要求May做妓女賺錢還債並暫將其交超看管。

超不忍見May淪為娼妓，帶May往找坤求情，坤痛斥怒摑超，離開時又被拉仔上身。發、坤等把拉仔捉住，引小紅前來講數，竟意外得知坤之前生實為小紅之夫，拉仔之父，並棄小紅母子不顧而去，使坤心中有愧。黑道惡鬼瀟灑（張耀揚 飾）賄賂陰間法王（成奎安 飾），令其若取得輪迴珠便可得輪迴機會。最後，坤決定讓出輪迴珠給瀟灑，犧牲自己的生存權利，並於地府與小紅一家團聚。

## 演員表
| 演員   | 角色   | 配音   | 備注       |
| 洪金寶 | 陳宇坤 | 林保全 | 坤哥       |
| 莉     | 小紅   | 何錦華 | 女鬼       |
| 張耀揚 | 瀟灑   | 陳欣   | 鬼黑幫大佬 |
| 袁潔瑩 | 羅凱珊 |        | 阿May      |
| 黃光亮 | 阿發   | 黃光亮 |            |
| 霍瑞華 | 鍾定超 | 張炳強 | 陰陽超     |
| 杜家豪 | 拉仔   |        | 鬼仔       |
| 成奎安 | 法王   | 陳永信 |            |
| 吳志雄 |        | 陳永信 |            |
| 何家駒 |        |        |            |
| 龍彪   | 牛頭   |        |            |
| 韓坤   | 馬面   |        |            |
| 夏占士 |        |        |            |

## 外部連結
- 香港影庫上《猛鬼入侵黑社會》的資料（繁體中文）
- 互联网电影数据库（IMDb）上《猛鬼入侵黑社會》的资料（英文）